# Stadsecologie

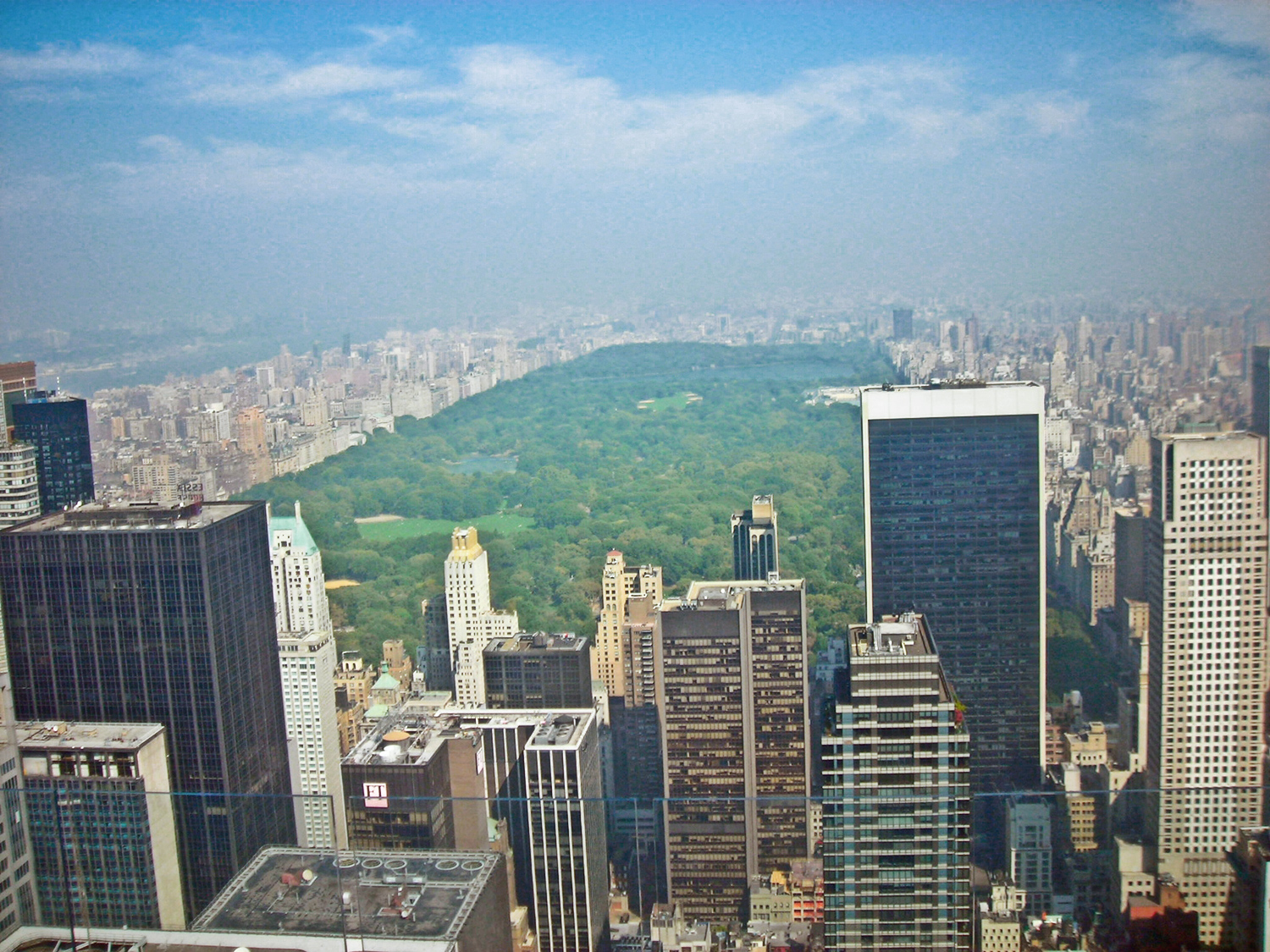
Central Park vertegenwoordigt in Manhattan groen element dat omsloten wordt door een grotere stedelijke omgeving

De stadsecologie is een tak van de ecologie die de stadsnatuur bestudeert en  de daarvoor relevante ecologische omstandigheden en processen.
De stadsecologie heeft steeds te maken met de dominantie van het gebied door de mens, waardoor de milieus dynamisch zijn, het doorgaans warmer en droger is, en de leefomstandigehden voor veel planten- en diersoorten minder aantrekkelijk. Sommige dieren en planten weten juist goed te overleven in steden, mede vanwege het speciale milieu.